# Kirchberg an der Raab
Kirchberg an der Raab osztrák község Stájerország Délkelet-stájerországi járásában. 2017 januárjában 4446 lakosa volt. 

## Elhelyezkedése

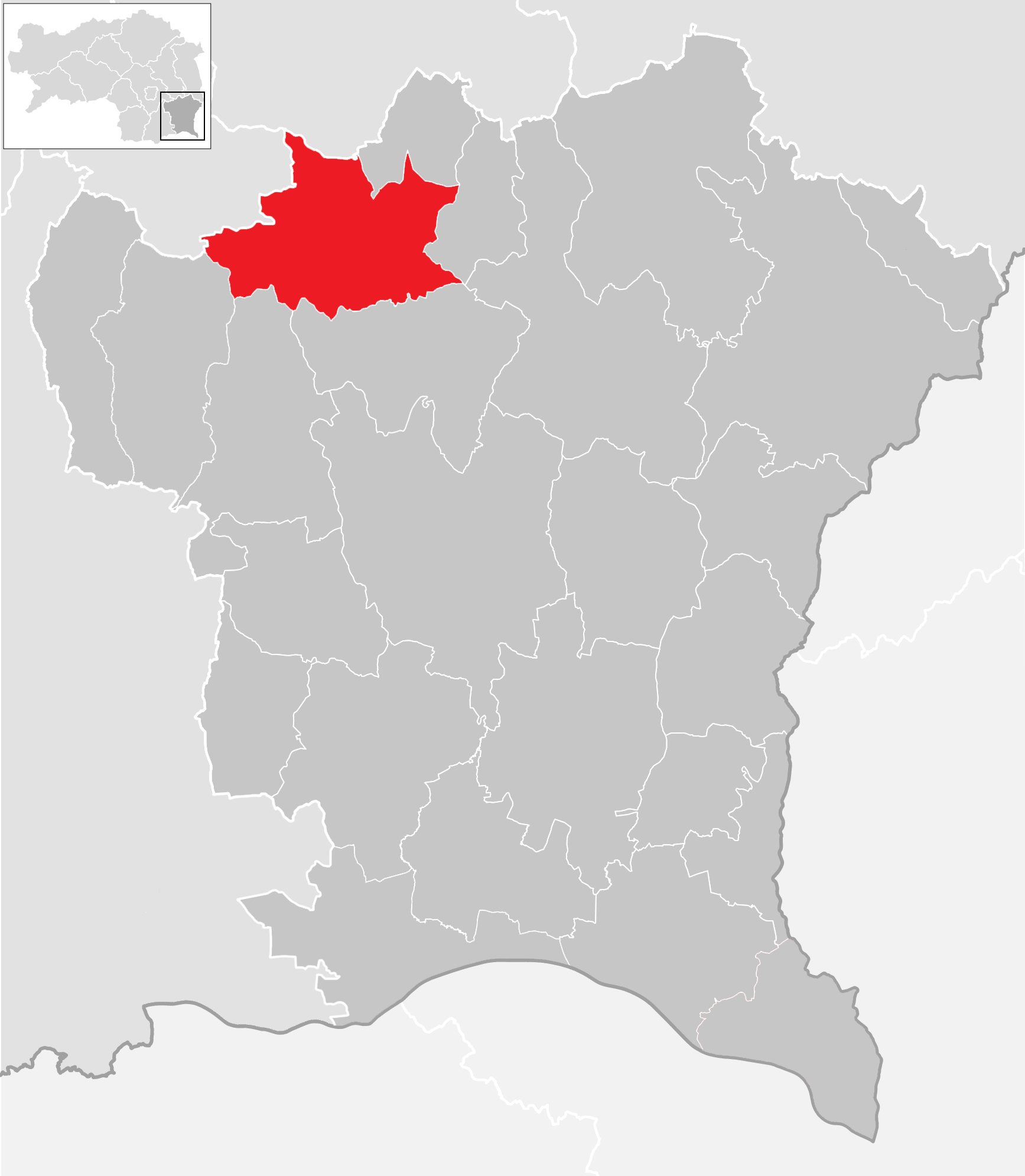
Kirchberg an der Raab a Délkelet-stájerországi járásban

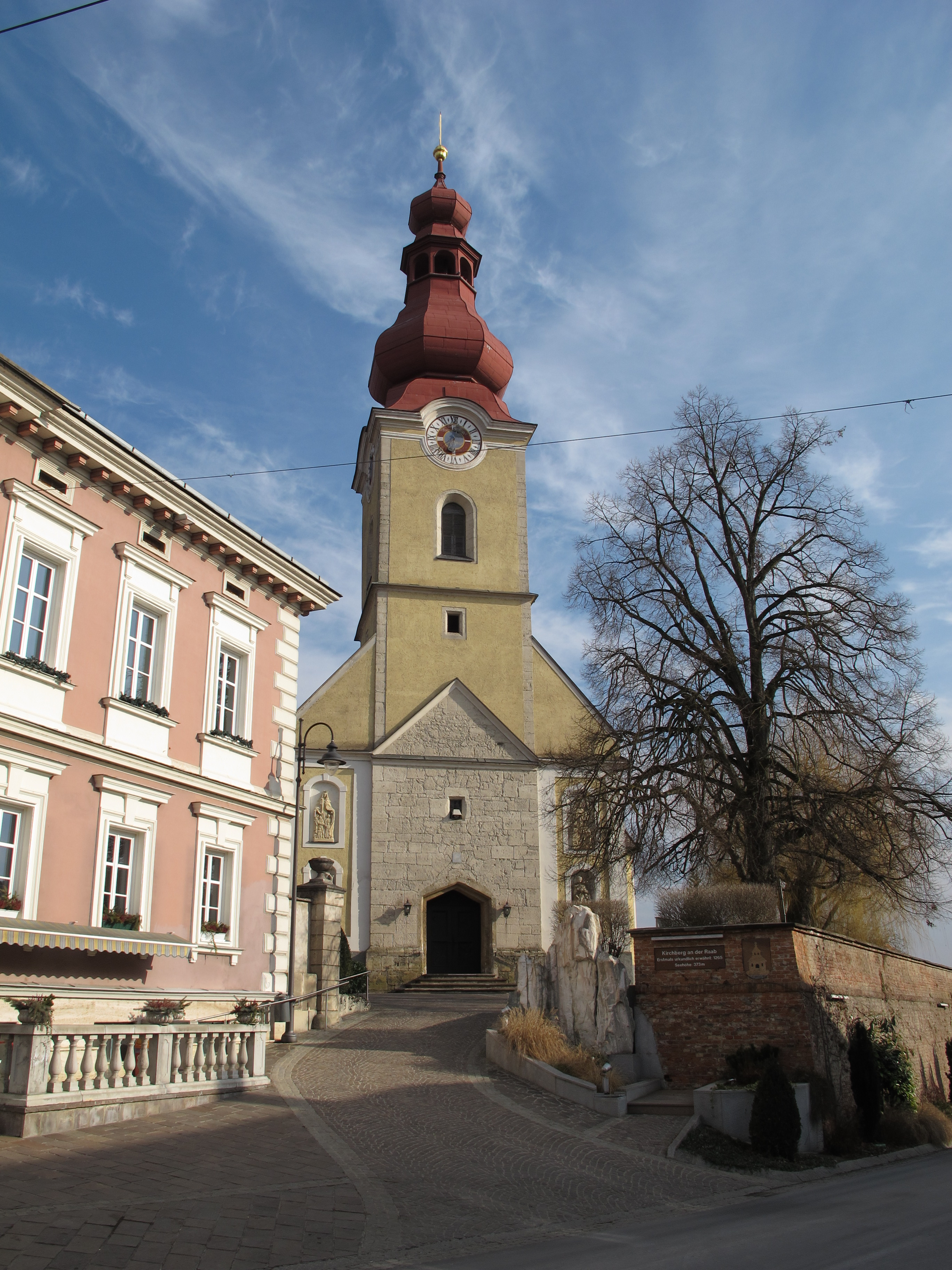
A Szt. Flórián-plébániatemplom

Kirchberg an der Raab a Kelet-Stájerország régióban, a Kelet-stájer dombságon fekszik, a Rába-"könyökben" (ahol az addig észak-déli irányú folyó keletnek fordul), a folyó jobb partján egy 70 m magas dombon. Mesterséges tavai közül a legnagyobbak a Mühlteich és a Waldteiche. Az önkormányzat 8 katasztrális községben 11 települést egyesít: Berndorf (404 lakos), Fladnitz im Raabtal (764), Hof (238), Kirchberg an der Raab (914), Oberdorf am Hochegg (442), Oberstorcha (148), Radersdorf (183), Siegersdorf (247), Studenzen (452), Tiefernitz (105), Wörth bei Kirchberg an der Raab (523).
A környező önkormányzatok: északkeletre Eichkögl, keletre Edelsbach bei Feldbach, délkeletre Feldbach, délre Paldau, délnyugatra Sankt Stefan im Rosental, nyugatra Kirchbach-Zerlach, északnyugatra Sankt Marein bei Graz, északra Sankt Margarethen an der Raab.

## Története
Az ember első nyomai a település területén az újkőkorszakból származnak. A késő vaskorból halomsírok maradtak fenn, amelyeket a keltáknak tulajdonítanak. 
A falu és egyben temploma első írásos említése 1265-ből származik. Egy 1394-es oklevél a kirchbergi szabad uradalom alapításáról tesz említést, de tulajdonos megjelölése nélkül. A falu a 15. században a Steinpeiß-, a 16. század végén a Zöbinger-nemzetség birtokában volt. 1634-ben és 1669-ben Siegmund és Georg Christof von Steinpeiß két részletben visszavásárolta az uradalmat, amikor a Zöbingerek pénzzavarba kerültek. 
1696-ban Sigbert von Heister gróf szerezte meg a birtokot; ő építtette Unterkirchberg kastélyát, valamint számos mesterséges tavat létesített a domb északi lábánál. 1821-ben Johann Josef von Liechtenstein vásárolta meg a kastélyt és a környező földeket. A falu az 1848-as bécsi forradalmat követően kapott önkormányzatot. A kastély azóta többször gazdát cserélt, ma Marie Theres Herberstein a tulajdonos.
A második világháború végén a Rába vonalában építettek ki védvonalat az előrenyomuló szovjet hadsereg ellen. 
1967-ben az addig önálló Wörth községet egyesítették Kirchberggel. A 2015-ös stájerországi közigazgatási reform során Fladnitz im Raabtal, Oberdorf am Hochegg és Studenzen községeket is Kirchberghez csatolták. 

## Lakosság
A Kirchberg an der Raab-i önkormányzat területén 2017 januárjában 4446 fő élt. A lakosságszám 1939 óta (akkor 3590 fő) gyarapodó tendenciát mutat. 2015-ben a helybeliek 96,4%-a volt osztrák állampolgár; a külföldiek közül 0,7% a régi (2004 előtti), 2,3% az új EU-tagállamokból érkezett. 2001-ben a lakosok 94,8%-a római katolikusnak, 1,4% evangélikusnak, 2,3% pedig felekezet nélkülinek vallotta magát. Ugyanekkor 5 magyar élt a községben. 

## Látnivalók

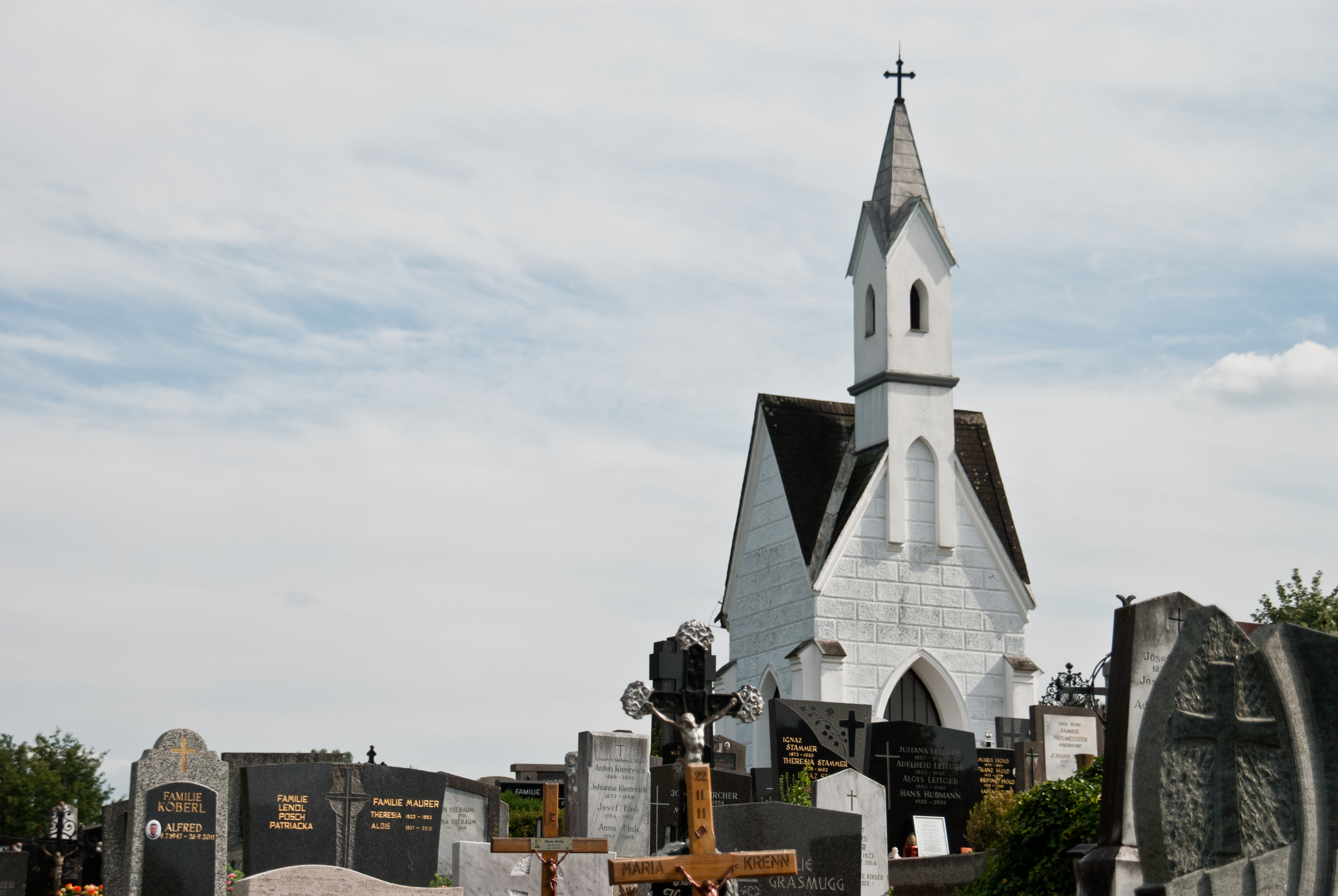
A Gruft-kápolna

- a kirchbergi kastély 1704-ben épült, számos stukkó és freskó díszíti.
- a Szt. Flórián-plébániatemplom eredetileg román stílusban épült még 1265 előtt. 1510-1526 között gótikus stílusban átépítették, majd később a barokk korban jelentősen kibővítették. Tornyában Stájerország egyik legrégebbi, 1457-es dátumozású harangja található (Judenburgban öntötte Hans Mitter mester). Az épületet a 15. században megerődítették a török támadások miatt, ennek már csak maradványai látszanak. Az 1970-es évekbeli renoválás során a templomtorony óráján a XII szám helyett hibásan XIII került. A 2013-as renoválás alatt egy osszáriumra bukkantak, mintegy 500 ember maradványaival.
- a Gruft-család temetkezési kápolnája

## Híres kirchbergiek
- Sebastian Prödl (1987-) válogatott labdarúgó
- Sigbert Heister (1646–1718) tábornok
- Michelle Luttenberger (a Luttenberger*Klug duó tagja) (1990-) énekesnő

## Fordítás
- Ez a szócikk részben vagy egészben  a   Kirchberg an der Raab című német Wikipédia-szócikk ezen változatának fordításán alapul.  Az eredeti cikk szerkesztőit annak laptörténete sorolja fel. Ez a jelzés csupán a megfogalmazás eredetét és a szerzői jogokat jelzi, nem szolgál a cikkben szereplő információk forrásmegjelöléseként.